# Környey István
Környey István (Görz, 1901. július 29. – Budapest, 1988. június 20.) orvos, neuropatológus, idegsebész, a Magyar Tudományos Akadémia rendes tagja. A 20. századi magyarországi klinikai ideggyógyászat sokoldalú, nemzetközileg elismert alakja volt. Kiemelkedő jelentőségű idegkórtani, az idegbántalmak lokalizációjára vonatkozó munkássága, Sántha Kálmánnal együtt sokat tett a korszerű idegsebészeti módszerek magyarországi elterjedéséért. Nevéhez fűződik az első önálló egyetemi idegsebészeti osztály megszervezése és vezetése (Kolozsvár, 1942–1947), emellett negyed évszázadon keresztül (1947–1972) volt a pécsi egyetemi ideg- és elmegyógyászati klinika igazgatója.

## Életútja
A Budapesti Tudományegyetem (1921-től Pázmány Péter Tudományegyetem) Orvostudományi Karára iratkozott be 1918-ban, s már 1919-től az egyetem I. számú anatómiai intézetének díjtalan demonstrátora, majd gyakornoka volt Lenhossék Mihály mellett. Orvosi oklevelét 1923-ban szerezte meg, ezt követően az agyszövettani intézet gyakornokaként tevékenykedett Schaffer Károly irányítása alatt. 1926-ban az intézet az egyetemi ideg- és elmekórtani klinika része lett, Környey itt dolgozott tovább gyakornokként, 1928-tól 1930-ig tanársegédként. Időközben 1926–1927-ben a Collegium Hungaricum ösztöndíjával a Bécsi Egyetem Ernst Adolf Spiegel vezette idegélettani intézetében végzett kutatásokat. 1930-ban Schafferrel összekülönbözött, így az egyetemi ideg- és elmegyógyászati klinikának búcsút intve, Heinrich Pette ideggyógyász hívására Németországba ment. Előbb rövid ideig a magdeburgi ideggyógyászati klinikán, majd 1930 és 1934 között – Pettét követve – a Hamburg–Sankt Georg-i kórház idegosztályának főorvosaként végzett gyógyítómunkát.
1934-ben hazatért, és Miskolczy Dezső meghívására 1936-ig a szegedi Ferenc József Tudományegyetem agykutató intézetében dolgozott. 1936-ban habilitált, és az alföldi város egyetemének magántanára lett az idegrendszer kórtana és kórszövettana tárgykörben. Ugyancsak 1936-ban az egyetem ideg- és elmegyógyászati klinikájának tanársegédévé, 1938-ban adjunktusává nevezték ki. Ezekben az években lehetősége nyílt külföldi tanulmányutakon továbbképezni magát: 1936-ban Jan Birger Jansen meghívására három hónapig Oslóban tartózkodott, és közreműködött az egyetemi idegszövettani kutatólaboratórium megszervezésében, 1936–1937-ben Rockefeller-ösztöndíjjal a Chicagói Egyetemen Percival Bailey útmutatásával, 1937–1938-ban pedig a Michigani Egyetemen Max Peet mellett folytatott agysebészeti tanulmányokat. Külföldi tanulmányútjai lezárultával idegsebészeti szakképesítést szerzett.
1940-ben a tudományegyetemmel együtt Szegedről Kolozsvárra költözött, s a Kolozsvári Ferenc József Tudományegyetem Miskolczy Dezső vezette ideg- és elmegyógyászati klinikájának munkatársa lett, ahol 1942 és 1944 között az általa alapított idegsebészeti osztály vezető főorvosaként tevékenykedett, egyetemi rendkívüli tanári címmel. 1944–1945 fordulóján átmenetileg a fővárosi Apponyi Albert Poliklinikán (ma Szövetség utcai kórház) és az I. számú sebészeti klinikán dolgozott. 1945 és 1947 között a kolozsvári magyar egyetem marosvásárhelyi orvosi karán, az idegsebészeti tanszék – majd 1946-tól az anatómiai tanszék – vezetőjeként oktatott szerződéses nyilvános rendes tanári címmel.
1947-ben kolozsvári szerződését nem hosszabbították meg, így hazatért. Még abban az évben a pécsi tudományegyetem orvosi karára (1951-től Pécsi Orvostudományi Egyetem) nevezték ki az ideg- és elmekórtan nyilvános rendes tanárává, egyúttal az ideg- és elmegyógyászati klinika igazgatójává. Ez utóbbi posztot 1972-es nyugdíjazásáig töltötte be, ezzel párhuzamosan 1951-től 1972-ig az ideg- és elmekórtani tanszék vezetői feladatait is ellátta. 1972 után az Országos Ideg- és Elmegyógyászati Intézet neuropatológiai laboratóriumának munkáját segítette tudományos tanácsadóként.
Környey Edit pszichiáter, addiktológus és Környey Tamás (1940) gépészmérnök apja.

## Munkássága
Pályája kezdetén az örökléstan és az egyedfejlődés egyes kérdései foglalkoztatták, így például behatóan vizsgálta a magzati idegrendszer és a középagy kialakulását. Ez utóbbi tanulmányainak köszönhetően munkássága homlokterébe hamarosan és egy életre szólóan az idegrendszer öröklött bántalmainak, gyulladásos megbetegedéseinek, az agyszövet károsodásainak patológiai vizsgálata került. Bécsi tanulmányútja során Ernst Adolf Spiegellel a törzsizomzat és a köztiagy idegsejthálózatát tárták fel, valamint rávilágítottak az izomtónusnak a szellemi éberségben játszott élettani szerepére. Pályája későbbi szakaszában végzett idegkórtani vizsgálatai során behatóan foglalkozott a beszédzavarok, az agyi keringés, a járványos gyermekbénulás, az érelmeszesedés és a porckorongsérv patológiájával, az idegbántalmak lokalizációjával.
1930-as évekbeli amerikai tanulmányútja során elsajátította a korszerű agy- és idegsebészeti módszereket, ezt követően bontakozott ki életművének másik jelentős vonulata, elméleti és gyakorlati idegsebészeti munkássága. A kolozsvári, majd a pécsi egyetem idegsebészeti tanszékeinek megszervezését követően 1947-ben végzett először ilyen műtétet, s a későbbi években különösen az agyi érbetegségek kezelésének sebészeti módszertana terén alkotott maradandót. Élete utolsó szakaszában az ideggyógyászat hazai és egyetemes tudománytörténetével is foglalkozott.
Az általa vezetett intézetekben és tanszékeken nagy hangsúlyt helyezett a kutatásfejlesztésre és a szakemberképzésre, tanítványai közül kiváló idegsebészek és neuropatológusok egész sora került ki (pl. Andrásofszky Tibor, Mérei F. Tibor, Grastyán Endre, Kopa János, Gosztonyi György). Szervezőmunkájának köszönhetően 1974-ben Budapesten tartották a VII. Nemzetközi Idegkórtani Kongresszust.
1955-ben megjelent idegkórtani és -szövettani monográfiája mellett közel másfél száz szaktanulmánya jelent meg Magyarországon és külföldön egyaránt. Több éven keresztül volt az Ideggyógyászati Szemle főszerkesztője, valamint a Journal für Hirnforschung társszerkesztője.

### Szervezeti tagságai és elismerései
1947-ben a Magyar Tudományos Akadémia levelező, 1973-ban rendes tagjává választották. Emellett 1941-től részt vett az Erdélyi Múzeum-Egyesület munkájában, 1971-től a Magyar Ideg- és Elmeorvosok Egyesületének elnöke, majd tiszteletbeli elnöke volt. Számos külföldi akadémia, tudományos társaság választotta tagjai sorába: a Leopoldina Német Természettudományos Akadémia (1943), a Német Neurológiai Társaság (Deutsche Gesellschaft für Neurologie, levelező, 1954), az Idegsebészek Amerikai Szövetsége (American Association of Neurological Surgeons, levelező, 1958), a Párizsi Orvospszichológiai Társaság (Société medico-psychologique de Paris, külső, 1958), a Német Idegkórtani és Ideganatómiai Társaság (Deutsche Gesellschaft für Neuropathologie und Neuroanatomie, levelező, 1964), a Német Idegsebészeti Társaság (Deutsche Gesellschaft für Neurochirurgie, levelező, 1965), a londoni Királyi Orvosi Társaság (Royal Society of Medicine, tiszteleti, 1966), a francia neurológiai társaság (Société française de neurologie, tiszteleti, 1968), az Olasz Neurológiai Társaság (Società Italiana di Neurologia, levelező, 1968), az Amerikai Neurológiai Szövetség (American Neurological Association, levelező, 1971) és az Osztrák Tudományos Akadémia (külső, 1973).
Tudományos eredményei elismeréseként 1969-ben Hőgyes Endre-emlékérmet vehetett át, 1984-ben pedig a Német Neurológiai Társaság Erb-emlékérmének díjazottja lett. 1981-ben a Munka Érdemrend arany fokozatát vehette át.

### Főbb művei
- Zur Histopathologie der menschlichen Poliomyelitis. In: Deutsche Zeitschrift für Nervenheilkunde CXXX. 1933. 75–83.
- Symptomatologie des verlängerten Marks, der Brücke, des Mittelhirns und des Sehhügels. In: Handbuch der Neurologie. V. Hrsg. O. Bumke und O. Foerster. Berlin, Springer, 1936, 445–482.
- Meningeom der Felsenbeinspitze. In: Deutsche Zeitschrift für Nervenheilkunde 1937.
- Klinische Syndrome bei funktionellen Kreislaufstörungen des Gehirns. In: Zeitschrift für Neurologie 1939.
- Harvey Cushing és a neurochirurgia kialakulása. In: Orvosképzés 1940.
- A csigolyaközötti korong úgynevezett sérvképződéséről és a sárga szalag túltengéséről. In: Orvosi Hetilap 1941.
- Histopathologie und klinische Symptomatologie der anoxischvasalen Hirnschädigungen. Budapest, Akadémiai, 1955, 239 p.
- Az ágyéki csigolyaközti korongok megbetegedése okozta kórképek. In: Orvosi Hetilap 1959. 597–607.
- Acut kórképek az ideggyógyászatban. In: Orvosképzés 1962. 241–255.
- 7th International Congress of Neuropathology: Budapest, Hungary, 1–7 September, 1974. I–II. Ed. by Stephen Környey. Amsterdam, Excerpta Medica, 1975.
- History of neurological sciences in Hungary. Pécs, Magyar Idegsebészeti Társaság, 1976, 64 p.
- Psychische Konsitution und Geisteskrankheit von Stephan Széchenyi. In: Südost-Forschungen XLIV. 1985. 163–183.
- Neuropathologia. Szerk. Környey István. Budapest, Akadémiai, 1987, 416 p.

## Emlékezete
Emléke és munkássága ápolására, a magyarországi idegtudományok támogatására jött létre tanítványaiból a pécsi Környey Tanítványok Társasága (2005-től Környey Társaság), amely fiatal ideggyógyászok jutalmazására megalapította a Környey István-emlékérmet, kiemelkedő munkásságú neurológusok életművének elismerésére pedig a Környey Emlékfa elnevezésű kitüntetést.